# Santa Lucía (Puntallana)
Santa Lucía es una localidad española del municipio de Puntallana, en la isla canaria de La Palma. En 2020 contaba con 319 habitantes.

## Geografía
Se encuentra situado entre el Barranco de Oropesa al norte y el del Agua al sur, que los separa de El Pueblo de Puntallana y del barrio de Tenagua respectivamente. Santa Lucía se asienta sobre la ladera sur de las montañas de Estalero y de Los Abiseros. Al pie de las mismas se sitúa una ladera de pronunciada pendiente hasta alcanzar la costa, donde se allana. En ella se cultiva plátano.  

### Núcleos de población
El barrio está formado por los siguientes núcleos de población:
- Los Molinos
- Las Palmas-El Tributo
- Los Perdomos

Por su parte, la zona de costa se corresponde con la entidad poblacional de Costa Santa Lucía.
|                  | Norte: El Pueblo (Puntallana) |                        |
| Oeste: El Granel |                               | Este: Océano Atlántico |
|                  | Sur: Tenagua                  |                        |

## Demografía
En 2020 las unidades poblacionales de Santa Lucía y Costa Santa Lucía acumulaban un total de 319 habitantes.
| 2010 | 2011 | 2012 | 2013 | 2014 | 2015 | 2016 | 2017 | 2018 | 2019 | 2020 |
| ---- | ---- | ---- | ---- | ---- | ---- | ---- | ---- | ---- | ---- | ---- |
| 264  | 276  | 278  | 263  | 260  | 289  | 298  | 291  | 304  | 320  | 319  |

## Cultura

### Patrimonio
- Ermita de Santa Lucía (siglo XVI). Enclavada entre palmeras junto al risco del barranco del Agua, se la considera como la ermita más antigua dedicada a la santa siciliana en toda Canarias.[2]

### Fiestas
- Fiestas en honor a Santa Lucía, en torno al 13 de diciembre. En el pasado se celebraba una romería, que fue uno de los festejos más populares de toda La Palma. Una gran cantidad de romeros se iban concentrando en  Santa Cruz de La Palma donde, según una antigua costumbre, adquirían una caña dulce, para iniciar la marcha hasta la ermita. por tierra y por mar. En la actualidad se realiza una procesión alrededor del barrio y la Danza Marinera de Santa Lucía.[2]